# Alenka Dovžan
Alenka Dovžan, slovenska alpska smučarka, * 11. februar 1976, Mojstrana. 
Leta 2019 je bila sprejeta v Hram slovenskih športnih junakov. Leta 2025 je na izredni podelitvi prejela Bloudkovo nagrado po novem zakonu za nazaj.

## Dosežki v svetovnem pokalu

### Zmage (1)
| Št. | Sezona  | Datum           | Prizorišče        | Disciplina      |
| --- | ------- | --------------- | ----------------- | --------------- |
| 1.  | 1993-94 | 17. januar 1994 | Cortina d'Ampezzo | Superveleslalom |